# Romani
Romani (svenskt uttal /ˈrɔmːanɪ/ eller /ˈroːmanɪ/) eller romani chib /ɕɪbː/, ibland även romska (romani: řomani čhib, řomanes, med mera), är ett indoariskt språk som talas av romer. Som indoariskt språk har romani tillsammans med bland annat hindi, urdu, bengali och marathi sitt ursprung i det fornindoariska språket, vars mest kända varieteter är vediska och sanskrit. Det är det enda indoariska språket som huvudsakligen talas i Europa, men det har även talare i utvandrarpopulationer i Nord- och Sydamerika och i Australien.
Romani är ett av Sveriges officiella minoritetsspråk och har talats i Sverige sedan 1500-talet. Romani talas över hela världen och har många olika dialekter som inte alla är ömsesidigt begripliga. Antalet talare är svårt att uppskatta, men enligt romaniforskaren Yaron Matras vid Manchesters universitet kunde antalet år 2002 konservativt uppskattas till 3,5 miljoner i Europa och 500 000 i resten av världen, men det faktiska antalet talare kan vara mycket högre än så.

## Namn
Ordet řomani är formellt ett adjektiv (’romsk’) avlett av substantivet řom ’rom’. Adjektivet är böjt i femininum och utgör attribut till substantivet čhib ’tunga, språk’. Řomani čhib betyder således ”romskt språk” eller ”romernas språk”.
Romer själva använder olika ord för att tala om sitt språk, bland annat řomani čhib eller amari čhib ’vårt språk’, řomanes, ett adverb med betydelsen ’på ett romskt sätt’. Även namn avledningar av namn olika romska grupper används som namn på språket, till exempel med en genitivkonstruktion som lovarengi čhib ’lovararomernas språk’ om lovari, eller med en adverbavledning såsom sintitikes ’på ett sinte-romskt sätt’ om sinte.
På svenska används främst romani (chib) eller ibland romska för att tala om språket i stort. För att tala om specifika romanivarieteter används ofta namnet på gruppen som namn på språket, till exempel kelderash eller arli. Ord som resanderomani eller skandoromani används ibland som samlingsnamn på de varieteter som talas av resandefolket i Skandinavien. Ett äldre, numera nedsättande namn på svenska är zigenska.

## Historia och klassificering

### Tidig romaniforskning
Den äldsta källorna över romani är från 1500-talet; den första är 13 meningar med en översättning till engelska under rubriken Egipt speche i skriften The Fyrst Boke of the Introduction of Knowledge (1542) av Andrew Boorde. Från 1500-talet och 1600-talet finns enbart ett fåtal källor, och det är inte förrän på 1700-talet som romanikällorna ökar, efter att polisen i Västeuropa börjat intressera sig för minoriteter, resande och deras språk. I slutet av 1700-talet fastställde forskare romanins indoariska ursprung genom att jämföra den med andra språk och Johann Rüdiger publicerade en artikel 1777 med den första grammatiska beskrivningen av romani och en strukturell jämförelse med hindustani. Den moderna romska språkforskningen börjar med August Friedrich Potts komparativa grammatik och etymologiska ordbok från 1844–1845. I denna utgick Pott ifrån beskrivningar av många olika romanivarieter och fastställde språkets historia. Han identifierade också de olika lagren av lånord i romani, vilket gav insikter om romernas migrationshistoria från Indien till Europa. Potts arbete fick en efterträdare i Franc Miklošičs serie artiklar Über die Mundarten und die Wanderungen der Zigeuner Europas under 1870-talet som förfinade och kompletterade Potts verk. 1888 kom tidskriften Journal of the Gypsy Lore Society (sedan år 2000 Romani Studies). Ett annat tidigt viktigt arbete var John Sampsons Dialect of the Gypsies of Wales från 1926, som var ett stort arbete över walesisk romani, den västligaste romanivarieteten som nu är utdöd.

### Föreuropeisk romani

Karta över Indien och indoariska språkgrupper med centralindoariska språk i orange, nordvästindoariska språk i blått och dardiska språk i lila. Romani är inte representerat på kartan.

Eftersom de tidigaste källorna över romani är så pass sentida (1500-tal), kommer vetenskapens kännedom om romanin främst från jämförande språkforskning och språklig rekonstruktion. Genom att jämföra romanin med andra indoariska språk och med obesläktade språk som romer kommit i kontakt med, kan man dra slutsatser om språkets ursprung.
Vissa tidiga 1800-talsforskare ansåg att romanin hade sitt ursprung i nordvästra Indien. Detta eftersom romanin har en del konservativa fonologiska drag som delas med dardiska språk i detta område såsom kashmiri, och nordvästindoariska språk såsom sindhi. Dessa språk, i likhet med romanin, bevarar nämligen konsonantkluster såsom tr, dr och št, som assimilerats i andra indoariska grenar, jämför exempelvis fornindoariska pattra ’löv’ med medelindoariska patta, men romani patrin med bibehållet kluster. Jämför även fornindoariska mr̥ṣṭaḥ ’god, bra’ med medelindoariska miṭṭha, men romani mišto, samt fornindoariska drākṣa ’druva’ med hindis dākh men romanis drakh.
Redan 1926 visade dock Ralph Turner att romanins ursprung inte är i nordvästra Indien utan i centrala Indien. Romanin delar nämligen en rad fonologiska novationer med de centralindoariska språken. Dessa novationer är bland annat en övergång från stavelsebildande r̥ till vokal, antingen i eller u. Jämför till exempel fornindoariska mr̥ta ’död' med romanins mulo och hindins muā, ett annat centralindoariskt språk. En annan novation är övergången av konsonantklustret tv till pp. Det fornindoariska suffixet -itvan motsvaras på romani av -ip(p)en och på medelindoariska -ippaṇa, men av -ittan på nordvästindiska språk. Tabellen nedan visar utvecklingar av olika fornindosariska ljud och att romanis fonologiska novationer stämmer bäst överens med den centrala grenen, snarare än indoariska språk i nordväst.
| Fornindoariska | Nordväst | Sydväst | Centrala | Romani | Öst | Syd  |
| -------------- | -------- | ------- | -------- | ------ | --- | ---- |
| r̥              | ri       | a       | i, u     | i, u   | a?  | a    |
| tv             | tt       | tt      | pp       | pp     | pp? | tt?  |
| sm             | sp, ss   | mh?     | mh       | mh     | mh  | mh?  |
| kṣ             | c̣c̣h      | cch     | kkh      | kkh    | kkh | cch? |
| y-             | y-       | j-      | j-       | j-     | j-  | y-   |

Som nämnt ovan uppvisar dock romani ett antal arkaismer som delas med språken i nordväst, men inte med de centrala språken. Turner föreslår därför att romanins ursprung är i centrala Indien, men att dess talare migrerade till nordväst, och att centralmedelindiskans novationer ägde rum efter denna migration. Denna migration skulle på så sätt utgöra det första steget i den större migrationen mot Europa. Denna hypotes är rimlig enligt romaniforskaren Yaron Matras, eftersom romani delar ett antal novationer med språken i nordväst. Bland annat delar de ett nytt sätt att uttrycka dåtid: genom att foga enklitiska objektspronomen till participstammen, till exempel kerdjom ’jag gjorde’, kerdjas ’han/hon gjorde’ från tidigare *kerdo-jo-me ’gjord-av-mig’, respektive *kerdo-jo-se ’gjord-av-honom/henne’. Dardiska språk i nordväst som kashmiri och shina bildar nämligen dåtidsformer på samma sätt. Dessutom har romani genomgått förändringar som påverkat alla de indoariska språken i Indien i stort och som karakteriserar övergången från medelindoariska till nyindoariska. Dessa förändringar är exempelvis övergången av ett större kasussystem till ett tvåkasussystem med nominativ (subjekt) vs. oblik (objekt), till exempel romani raklo ’pojke’ (nominativ) vs. rakles ’pojke (oblik)’, jämför hindi laṛkā ’pojke (nominativ)’ vs. laṛke ’pojke’ (oblik). Romani har även i likhet med såväl hindi som kashmiri övergått från tre genus till två genus, maskulinum och femininum. Även reduceringen av konsonantkluster som rp och pt kan anföras som exempel; jämför fornindoariska sarpa ’orm’ och tapta ’varm, het’ med romani sap och tato.
Genom att jämföra romanins arkaismer och novationer med besläktade indoariska språk är slutsatsen att den tidigaste föreuropeiska romanin, urromanin, hade sitt ursprung i centrala Indien eftersom romanin delar en rad fonologiska novationer med de centralindoariska språken som ägde rum under övergången från fornindoariska till medelindoariska någon gång efter 500 f.Kr. Urromanin splittrades sedan från de centralindoariska språken, och talarna migrerade åt nordväst under första halvan av det första millenniet, bevisligen eftersom romanin inte delar mera sentida centrala novationer, men däremot vissa nordvästliga novationer. Urromanin hann dock genomgå dock en del av de förändringar som karakteriserar de nyindoariska språken, och slutsatsen är därför att talarna av urromani inte kan ha lämnat Indien förrän under indisk medeltid, möjligen under 700- eller 800-talet e.Kr.

#### Romanis relation till domari och lomavren
Domari är ett annat indoariskt språk som talas av grupper av tidigare resandefolk i Mellanöstern och Nordafrika. Liksom romani har även domari sitt ursprung i centrala Indien och de båda språken delar många drag. Dessa drag är bland annat en serie äldre centralindoariska drag såsom övergången från r̥ > i, u; en serie konservativa drag gemensamt med nordvästindiska språk såsom bevarandet av många konsonantkluster, jämför bevarandet av dr- i domaris drak ’druva’ från fornindoariska drākṣa med romanis drakh men hindis dākh.
De båda språken delar även nordvästliga novationer såsom en ny dåtidsform som bildas genom att foga enklitiska objektspronomen till participstammar, men även morfologiska arkaismer som bibehållandet av konsonanter i presensändelser, jämför domaris kar-ami ’jag gör’ med romanis ker-av (från fornindoariska -ami), samt i oblikformer av substantiv: domari -as i singular, -an i plural; romani -es respektive -en som också bevaras i vissa dardiska språk som kashmiri.
På grund av dessa gemensamma drag ansågs domari och romani tidigare ha lämnat Indien som ett gemensamt språk och senare splittrats. Dock skiljer sig språken åt på vissa fonologiska, morfologiska och lexikala plan, och dessa skillnader har i senare forskning visat sig vara äldre än tidigare trott. Därför rör det sig snarare om två separata emigrationer med ursprung i centrala Indien mot nordöst och sedan västerut. Möjligen rör det sig till och med om konvergent evolution än ett gemensamt ursprung.
Även lomavren, som är ett blandspråk mellan armeniska och ett indoariskt språk, är i sin indoariska del historiskt nära besläktat med såväl romani som domari. Alla tre språken delar många av de arkaismer som nämnts ovan för domari och romani, men skiljer sig åt vad gäller novationer som inträffat efter att språken splittrats från den centralindoariska gruppen. Möjligen rör sig språkens släktdrag i även i detta fall dels om ett gemensamt centralindiskt ursprung, dels möjligen om konvergens på grund av språkens liknande historia snarare än en faktisk gren inom indoariska språk.
Dessutom tycks själva namnen på gruppen och språket, řom, dom och lom, vara besläktade. Ursprunget är möjligen det indiska ordet ḍombā, som uppträder i vissa medeltida texter från Kashmir som ett namn på en lägre kast. Även i dag är ḍom namnet på en kast i olika delar av Indien som ofta ägnar sig åt olika yrken såsom smide, korgflätning, sotare, musiker, dansare med flera. Många nomadiska eller tidigare nomadiska grupper med ursprung i Indien delar dessutom ett ord för folk utanför gruppen; romani gadžo ’icke-rom’, domari kažža och lomavren kača. Detta ord delas dessutom med andra nomadgrupper i Indien, och har ofta en bibetydelse ’bofast’ eller ’bonde’ vilket tyder på att grupper med dessa ord identifierat sig som resande.

### Tidig romani
Talare av föreuropeisk romani fortsatte att vandra norrut mot Europa. På vägen kom romanin i kontakt med ett flertal språk som påverkade språket i olika grad, främst persiska och armeniska. Exempel på tidiga persiska lånord i romanin är till exempel ambrol ’päron’ (< persiska amrūd), avgin ’honung’ (< pers. angubīn), diz ’borg, stad’ (< pers. diz) och pošom ’ull’ (< pers. pašm). Armeniska lån är exempelvis bov ’ugn’ (< armeniska bov), grast ’häst’ (< arm. grast), kotor ’del’ (< arm. kotor) och pativ ’ära’ (< arm. patiw). Ett fåtal tidiga lån finns även från georgiska, bland annat khilav ’plommon’ (< georgiska khilavi) och čamčali ’ögonfrans’ (< geor. c̣amc̣ami), och från ossetiska, bland annat vurdon ’vagn’ (< ossetiska wærdon) och orde ’här’ (< oss. ortä).
Avsaknaden av arabiska lån i romanin skulle kunna tyda på att vandringen antingen inträffade före den islamiska expansionen, eller att vandringen tog en nordlig färdväg, söder om Kaspiska havet genom Kaukasus och Svarta havet mot Konstantinopel. En sådan vandring skulle möjligen kunna förklara lånorden från georgiska och ossetiska som talas i Kaukasus. Vid den här tiden var inte det muslimska och turkiska inflytandet lika stort i östra Anatolien, så romerna skulle mycket väl ha kunnat vandra genom östra Anatolien utan att komma i större kontakt med varken arabiska eller turkiska.

#### Grekiskt inflytande
På 1100-talet nådde romerna till bysantinska riket och grekiskspråkigt område där de kom att förbli i 100–200 år. Här utsattes den tidiga romanin för ett mycket stort inflytande från grekiska som dels innebar många lånord från grekiska, bland annat räkneorden 6–9, men även stor påverkan rent grammatiskt. Av den basvokabulär på omkring 1000 ord som är gemensam för alla romanivarieteter är grekiska den del som är störst av lånorden; omkring 200–250 ord är lånade från grekiska, vilket kan jämföras med omkring 70 ord från persiska och 40 från armeniska. Grekiska lån är bland annat foro(s) ’stad’ (< grekiska foros ’marknad'), drom ’väg’ (< grek. dromos), karfin ’nagel’ (< grek. karfi), kurko ’vecka’ (< grek. kyriaki ’söndag') och papu(s) ’morfar, farfar’ (< papus).
Det grammatiska inflytandet från grekiska är också stort; många böjningsändelser har grekiskt ursprung, till exempel ändelserna -os, -o, -as, -is för substantiv i maskulinum, som i prezidentos ’president’ eller slugas ’slav’ -a för substantiv i femininum, eller avledningsändelser som -mos för abstrakta substantiv, till exempel čačimos ’sanning’, -ici för diminutiv, -(i)men för particip och -itik- för adjektiv. Grekiskt inflytande ligger antagligen också bakom romanins användning av bestämd artikel, och flera andra syntaktiska drag.
Det vanligaste antagandet är den grekiska påverkan är av ett senare datum än den persiska och iranska, men eftersom såväl armeniska som georgiska och grekiska talades i östra Anatolien som del av det Bysantiska riket vid den här tiden, är det också möjligt att romanin utsattes av påverkan av dessa tre språk samtidigt.

### Modern romani
Vid det Bysantiska rikets nedgång på 1300-talet kom romerna i rörelse igen, och från detta århundrade finns noteringar om romsk närvaro på Balkan och i Centraleuropa. Under perioden 1300–1500 delade romerna upp sig och spred sig över stora delar av Europa, vilket gav upphov till den dialektala variation som finns i dag. I och med att olika romska dialekter kom i kontakt med olika språk i Europa uppvisar också olika dialekter påverkan från språk som turkiska, sydslaviska varieteter, rumänska, ungerska och tyska. Den romani som finns nedtecknad i källor från 1700-talet, då romanin började nedtecknas ordentligt över Europa, är i mångt och mycket överensstämmande med den dialektala variation i dag. Man kan därför säga att dagens dialektala variation stabiliserades på 1700-talet.

## Utbredning och dialekter

### Språk eller dialekter
Romanin är i dag spridd över i stort sett hela jorden, och de olika dialekterna skiljer sig mycket sinsemellan. Man kan diskutera huruvida det rör sig om olika dialekter av romani eller om skilda romska språk, och inom språkvetenskapen finns inga tydliga kriterier för att avgöra detta. Trots att olika dialekter av romani inte nödvändigtvis behöver vara ömsesidigt begripliga sinsemellan, brukar såväl språkforskare som romer betrakta romani som ett språk med olika dialekter. Ibland brukar språkforskare tala om romska varieteter, som en neutral term.
Förmågan att förstå en annan dialekt av romani beror på vilka två dialekter man jämför. Inom samma gren på det romska språkträdet kan ömsesidig förståelse vara möjlig, men mellan dialekter på olika grenar kan det vara svårare, i många fall omöjligt, i synnerhet om man tar i beaktande att olika dialekter har haft påverkan från olika kontaktspråk. Många romer vittnar dock om att de kan kommunicera sinsemellan, vilket kan bero på olika faktorer. Ett skäl är att alla romanidialekter delar en basvokabulär på omkring 1000 ord, det vill säga ett ordförråd som är gemensamt för alla dialekter, vilket räcker långt för grundläggande kommunikation. Ett annat skäl är att alla romer är flerspråkiga, och behärskar ofta ett flertal europeiska språk vid sidan om majoritetsspråket i de land där de bor. Detta gör att talare av olika dialekter kan blanda in eller växla till andra språk när romanin inte räcker till, vilket ofta sker omedvetet.

### Klassificering av dialekter
|  | drindari |
|  |          |
|  | kaladži  |
|  |          |
|  | bugurdži |
|  |          |

|  | rumelian      |
|  |               |
|  | sepečides     |
|  |               |
|  | arli          |
|  |               |
|  | erli          |
|  |               |
|  | krimsk romani |
|  |               |
|  | ursari        |
|  |               |
|  | prilep        |
|  |               |
|  | prizren       |
|  |               |
|  | serres        |
|  |               |

|  | drindari |
|  |          |
|  | kaladži  |
|  |          |
|  | bugurdži |
|  |          |

|  | rumelian      |
|  |               |
|  | sepečides     |
|  |               |
|  | arli          |
|  |               |
|  | erli          |
|  |               |
|  | krimsk romani |
|  |               |
|  | ursari        |
|  |               |
|  | prilep        |
|  |               |
|  | prizren       |
|  |               |
|  | serres        |
|  |               |

|  | kelderaš |
|  |          |
|  | lovari   |
|  |          |
|  | čurari   |
|  |          |
|  | cerhari  |
|  |          |

|  | gurbet   |
|  |          |
|  | xoraxane |
|  |          |

|  | kelderaš |
|  |          |
|  | lovari   |
|  |          |
|  | čurari   |
|  |          |
|  | cerhari  |
|  |          |

|  | gurbet   |
|  |          |
|  | xoraxane |
|  |          |

|  | böhmisk romani †     |
|  |                      |
|  | västslovakisk romani |
|  |                      |
|  | östslovakisk romani  |
|  |                      |

|  | burgenland |
|  |            |
|  | prekmurje  |
|  |            |
|  | romungro   |
|  |            |
|  | vend       |
|  |            |

|  | böhmisk romani †     |
|  |                      |
|  | västslovakisk romani |
|  |                      |
|  | östslovakisk romani  |
|  |                      |

|  | burgenland |
|  |            |
|  | prekmurje  |
|  |            |
|  | romungro   |
|  |            |
|  | vend       |
|  |            |

|  | sinte/manuš |
|  |             |
|  | kale        |
|  |             |
|  | laiuse      |
|  |             |

|  | xaladitka       |
|  |                 |
|  | čuxny           |
|  |                 |
|  | lettisk romani  |
|  |                 |
|  | litauisk romani |
|  |                 |

|  | sinte/manuš |
|  |             |
|  | kale        |
|  |             |
|  | laiuse      |
|  |             |

|  | xaladitka       |
|  |                 |
|  | čuxny           |
|  |                 |
|  | lettisk romani  |
|  |                 |
|  | litauisk romani |
|  |                 |

|  | iberisk romani †                                                |
|  |                                                                 |
|  | syditaliensk romani (abruzzisk, kalabrisk och moliseisk romani) |
|  |                                                                 |
|  | kroatisk romani (dolenjski och hravati)                         |
|  |                                                                 |
|  | walesisk romani † (kååle)                                       |
|  |                                                                 |

|  | drindari |
|  |          |
|  | kaladži  |
|  |          |
|  | bugurdži |
|  |          |

|  | rumelian      |
|  |               |
|  | sepečides     |
|  |               |
|  | arli          |
|  |               |
|  | erli          |
|  |               |
|  | krimsk romani |
|  |               |
|  | ursari        |
|  |               |
|  | prilep        |
|  |               |
|  | prizren       |
|  |               |
|  | serres        |
|  |               |

|  | drindari |
|  |          |
|  | kaladži  |
|  |          |
|  | bugurdži |
|  |          |

|  | rumelian      |
|  |               |
|  | sepečides     |
|  |               |
|  | arli          |
|  |               |
|  | erli          |
|  |               |
|  | krimsk romani |
|  |               |
|  | ursari        |
|  |               |
|  | prilep        |
|  |               |
|  | prizren       |
|  |               |
|  | serres        |
|  |               |

|  | kelderaš |
|  |          |
|  | lovari   |
|  |          |
|  | čurari   |
|  |          |
|  | cerhari  |
|  |          |

|  | gurbet   |
|  |          |
|  | xoraxane |
|  |          |

|  | kelderaš |
|  |          |
|  | lovari   |
|  |          |
|  | čurari   |
|  |          |
|  | cerhari  |
|  |          |

|  | gurbet   |
|  |          |
|  | xoraxane |
|  |          |

|  | böhmisk romani †     |
|  |                      |
|  | västslovakisk romani |
|  |                      |
|  | östslovakisk romani  |
|  |                      |

|  | burgenland |
|  |            |
|  | prekmurje  |
|  |            |
|  | romungro   |
|  |            |
|  | vend       |
|  |            |

|  | böhmisk romani †     |
|  |                      |
|  | västslovakisk romani |
|  |                      |
|  | östslovakisk romani  |
|  |                      |

|  | burgenland |
|  |            |
|  | prekmurje  |
|  |            |
|  | romungro   |
|  |            |
|  | vend       |
|  |            |

|  | sinte/manuš |
|  |             |
|  | kale        |
|  |             |
|  | laiuse      |
|  |             |

|  | xaladitka       |
|  |                 |
|  | čuxny           |
|  |                 |
|  | lettisk romani  |
|  |                 |
|  | litauisk romani |
|  |                 |

|  | sinte/manuš |
|  |             |
|  | kale        |
|  |             |
|  | laiuse      |
|  |             |

|  | xaladitka       |
|  |                 |
|  | čuxny           |
|  |                 |
|  | lettisk romani  |
|  |                 |
|  | litauisk romani |
|  |                 |

|  | iberisk romani †                                                |
|  |                                                                 |
|  | syditaliensk romani (abruzzisk, kalabrisk och moliseisk romani) |
|  |                                                                 |
|  | kroatisk romani (dolenjski och hravati)                         |
|  |                                                                 |
|  | walesisk romani † (kååle)                                       |
|  |                                                                 |

|  | drindari |
|  |          |
|  | kaladži  |
|  |          |
|  | bugurdži |
|  |          |

|  | rumelian      |
|  |               |
|  | sepečides     |
|  |               |
|  | arli          |
|  |               |
|  | erli          |
|  |               |
|  | krimsk romani |
|  |               |
|  | ursari        |
|  |               |
|  | prilep        |
|  |               |
|  | prizren       |
|  |               |
|  | serres        |
|  |               |

|  | drindari |
|  |          |
|  | kaladži  |
|  |          |
|  | bugurdži |
|  |          |

|  | rumelian      |
|  |               |
|  | sepečides     |
|  |               |
|  | arli          |
|  |               |
|  | erli          |
|  |               |
|  | krimsk romani |
|  |               |
|  | ursari        |
|  |               |
|  | prilep        |
|  |               |
|  | prizren       |
|  |               |
|  | serres        |
|  |               |

|  | kelderaš |
|  |          |
|  | lovari   |
|  |          |
|  | čurari   |
|  |          |
|  | cerhari  |
|  |          |

|  | gurbet   |
|  |          |
|  | xoraxane |
|  |          |

|  | kelderaš |
|  |          |
|  | lovari   |
|  |          |
|  | čurari   |
|  |          |
|  | cerhari  |
|  |          |

|  | gurbet   |
|  |          |
|  | xoraxane |
|  |          |

|  | böhmisk romani †     |
|  |                      |
|  | västslovakisk romani |
|  |                      |
|  | östslovakisk romani  |
|  |                      |

|  | burgenland |
|  |            |
|  | prekmurje  |
|  |            |
|  | romungro   |
|  |            |
|  | vend       |
|  |            |

|  | böhmisk romani †     |
|  |                      |
|  | västslovakisk romani |
|  |                      |
|  | östslovakisk romani  |
|  |                      |

|  | burgenland |
|  |            |
|  | prekmurje  |
|  |            |
|  | romungro   |
|  |            |
|  | vend       |
|  |            |

|  | sinte/manuš |
|  |             |
|  | kale        |
|  |             |
|  | laiuse      |
|  |             |

|  | xaladitka       |
|  |                 |
|  | čuxny           |
|  |                 |
|  | lettisk romani  |
|  |                 |
|  | litauisk romani |
|  |                 |

|  | sinte/manuš |
|  |             |
|  | kale        |
|  |             |
|  | laiuse      |
|  |             |

|  | xaladitka       |
|  |                 |
|  | čuxny           |
|  |                 |
|  | lettisk romani  |
|  |                 |
|  | litauisk romani |
|  |                 |

|  | iberisk romani †                                                |
|  |                                                                 |
|  | syditaliensk romani (abruzzisk, kalabrisk och moliseisk romani) |
|  |                                                                 |
|  | kroatisk romani (dolenjski och hravati)                         |
|  |                                                                 |
|  | walesisk romani † (kååle)                                       |
|  |                                                                 |

|  | drindari |
|  |          |
|  | kaladži  |
|  |          |
|  | bugurdži |
|  |          |

|  | rumelian      |
|  |               |
|  | sepečides     |
|  |               |
|  | arli          |
|  |               |
|  | erli          |
|  |               |
|  | krimsk romani |
|  |               |
|  | ursari        |
|  |               |
|  | prilep        |
|  |               |
|  | prizren       |
|  |               |
|  | serres        |
|  |               |

|  | drindari |
|  |          |
|  | kaladži  |
|  |          |
|  | bugurdži |
|  |          |

|  | rumelian      |
|  |               |
|  | sepečides     |
|  |               |
|  | arli          |
|  |               |
|  | erli          |
|  |               |
|  | krimsk romani |
|  |               |
|  | ursari        |
|  |               |
|  | prilep        |
|  |               |
|  | prizren       |
|  |               |
|  | serres        |
|  |               |

|  | kelderaš |
|  |          |
|  | lovari   |
|  |          |
|  | čurari   |
|  |          |
|  | cerhari  |
|  |          |

|  | gurbet   |
|  |          |
|  | xoraxane |
|  |          |

|  | kelderaš |
|  |          |
|  | lovari   |
|  |          |
|  | čurari   |
|  |          |
|  | cerhari  |
|  |          |

|  | gurbet   |
|  |          |
|  | xoraxane |
|  |          |

|  | böhmisk romani †     |
|  |                      |
|  | västslovakisk romani |
|  |                      |
|  | östslovakisk romani  |
|  |                      |

|  | burgenland |
|  |            |
|  | prekmurje  |
|  |            |
|  | romungro   |
|  |            |
|  | vend       |
|  |            |

|  | böhmisk romani †     |
|  |                      |
|  | västslovakisk romani |
|  |                      |
|  | östslovakisk romani  |
|  |                      |

|  | burgenland |
|  |            |
|  | prekmurje  |
|  |            |
|  | romungro   |
|  |            |
|  | vend       |
|  |            |

|  | sinte/manuš |
|  |             |
|  | kale        |
|  |             |
|  | laiuse      |
|  |             |

|  | xaladitka       |
|  |                 |
|  | čuxny           |
|  |                 |
|  | lettisk romani  |
|  |                 |
|  | litauisk romani |
|  |                 |

|  | sinte/manuš |
|  |             |
|  | kale        |
|  |             |
|  | laiuse      |
|  |             |

|  | xaladitka       |
|  |                 |
|  | čuxny           |
|  |                 |
|  | lettisk romani  |
|  |                 |
|  | litauisk romani |
|  |                 |

|  | iberisk romani †                                                |
|  |                                                                 |
|  | syditaliensk romani (abruzzisk, kalabrisk och moliseisk romani) |
|  |                                                                 |
|  | kroatisk romani (dolenjski och hravati)                         |
|  |                                                                 |
|  | walesisk romani † (kååle)                                       |
|  |                                                                 |

Romska dialektgrupper.

Man brukar tala om fyra större dialektgrupper av romani som i sin tur har olika undergrupper: den balkanska dialekterna, de valakiska dialekterna, de centrala dialekterna och de nordliga dialekterna. Denna indelning är främst geografisk, men korrelerar också med politiska indelningar som skapat gränser mellan dialekterna, begränsat romernas rörlighet eller skapat kontakter mellan dialekter. Klassificeringen av romska dialekterna skiljer sig något från forskare till forskare. Vissa utgår ifrån geografi, medan vissa utgår ifrån språkliga drag och då kommer indelningen an på vilka språkdrag man utgår ifrån. Vissa dialekter utgör också övergångsdialekter mellan olika grenar, och skulle kunna placeras i endera gruppen. Indelningen i språkträdet ovan bör därför inte ses som huggen i sten utan utgår främst ifrån den indelning som görs i Carling et al. 2016.

#### Balkanska dialekter
De balkanska dialekterna talas mer eller mindre i det område där de europeiska migrationerna hade sitt ursprung i det gamla Osmanska riket. De kan delas in två grupper, en geografiskt större grupp, sydbalkansk romani, som bland annat innefattar dialekterna arli i Nordmakedonien, Kosovo och Grekland); erli i Bulgarien, mečkar i Albanien, sepeči i Grekland och Turkiet, ursari i Rumänien, krimsk romani i Ukraina samt zargari i Iran.
Den andra gruppen består av drindari i nordöstra Bulgarien, kaladži i Bulgarien, Makedonien och Kosovo och
bugurdži i Bulgarien och Serbien. Denna grupp kallas även ibland för ”balkanska zis-dialekter” efter ordet zis ’dag’ på dialekterna. Den kallas även nordbalkansk romani, drindari-bugurdži-kalajdži eller ibland sydbalkanska 2.
Båda grupper karakteriseras av såväl turkiskt inflytande som en mer långtgående grekisk påverkan än de andra dialekterna, Många talare av dessa dialekter är muslimer och många talar även turkiska. Talare av i synnerhet arli spridits över Västeuropa under 1960- till 1990-talet, i synnerhet till Tyskland, Österrike och Skandinavien, men även i USA, dels som arbetskraftsinvandring, men även som följd av Jugoslavienkrigen på 1990-talet.

#### Valakiska dialekter
De valakiska dialekterna (även kallade vlach) har sitt ursprung i de gamla furstendömena Valakiet och Moldova i nuvarande Rumänien där romerna hölls som slavar mellan åren 1300 och 1855. Därför uppvisar dialekterna rumänskt inflytande, men även egna novationer. De valakiska dialekterna är de mest framträdande av alla romanidialekter eftersom de är mest spridda och har flest talare.
De valakiska dialekterna kan delas in två undergrupper: de sydvalakiska dialekterna som spritt sig utanför sitt ursprungliga område. I sydöst finns mindre dialektgrupper i Turkiet och Grekland, och i sydväst i Bosnien och Serbien finns sydvalakiska dialekter som med ett samlingsnamn brukar kallas gurbet. Gurbetdialekterna delar delvis område med de balkanska dialekterna, men till skillnad från talare av balkansk romani är talarna av gurbet främst kristna. I Italien finns också dialekten xoraxane vars talare är muslimer, och det finns även talare i dagens Valakiet och i nordöstra Bulgarien som ligger närmast dialektgruppens ursprung.
Den andra gruppen är de nordvalakiska dialekterna som främst består av två väldokumenterade dialekter. Den första är kelderaš som är det mest spridda romanidialekten i Rumänien jämte ursari (en balkansk dialekt). Kelderaš talas även av utvandrargrupper i bland annat Skandinavien, Ryssland, Amerika, Tyskland och Polen. Den andra dialekten är lovari som uppstod i kontakt med ungerska i Transsylvanien. Det är den största romanidialekten i Ungern, men redan på 1800-talet utvandrade lovaritalare till Österrike och Tyskland och det finns även lovaritalare i Slovakien, Polen, i Vojvodina i Serbien och i Skandinavien. Det finns även mindre nordvalakiska dialekter som čurari och cerhari, som inte är lika väldokumenterade.

#### Centrala dialekter
Den centrala gruppen hör samman med det Tysk-romerska riket och senare Kejsardömet Österrike och Österrike-Ungern, men även romer i Kungariket Ungern hör till denna grupp. De centrala dialekterna kan delas in nordcentrala och sydcentrala dialekter. De nordcentrala innefattar bland annat böhmisk romani (nu utdöd), västslovakisk och östslovakisk romani samt dialekter i Polen, Moravien och i transkarpatiska Ukraina. De sydcentrala innefattar dialekter i romungro i Ungern och Slovakien, vend-dialekterna i västra Ungern, prekmurje i norra Slovenien. Alla sydcentrala dialekter är påverkade av ungerska.

#### Nordliga dialekter
Den nordliga gruppen är en lös heterogen grupp som trots sitt namn inbegriper varieteter i norra och västra Europa (inklusive dialekter i Italien). I centrum av de nordliga dialekterna talas sinte/manuš-dialekterna i Tyskland, Frankrike och ner till Italien. Dessa har påtagligt tyskt inflytande och har således spridit sig söderut från Tyskland. Besläktat med sinte är även finsk romani eller kale. Finsk romani har även starkt svenskt inflytande vilket visar att dess talare migrerat till Finland från Tyskland via Sverige. Detsamma gäller även den nu utdöda estniska romanin laiuse. Dessa bildar en nordvästlig grupp. Även den svenska och norska romanin förs ibland till denna grupp, men faller enligt vissa observanter utanför språkträdet eftersom den är ett blandspråk. Det är ett perspektiv som inte nödvändigtvis delas av resandefolket, invändningen antyder att det är samma språk, med olika ord. Direktöversättning (ord för ord) är ej tillämplig vid översättning av skandinavisk romani. Språket innehåller dessutom grammatiska funktioner som saknas i skandinaviska språk.
En mera sammanhållen grupp utgör vissa dialekter i Polen, Baltikum och Ryssland som bildar en nordöstlig gren. Bäst dokumenterad är den ryska dialekten xaladitka. Andra dialekter är polsk romani, lettisk romani och litauisk romani.

#### Pararomani och blandspråk
Hos vissa romska grupper har man upphört att tala romani och övergått till majoritetsspråket, men man bibehåller fortfarande ett romskt ordförråd som kan användas när man talar på majoritetsspråket. Inom forskningen kallas denna företeelse ofta för pararomani (från grekiska para- ’vid sidan om’), medan talarna själva för det mesta fortsätter att säga romani. Exempel på pararomani är till exempel angloromani i Storbritannien, caló i Spanien, errumantxela eller baskisk romani i Baskien, dortika och finikas i Grekland och romnisch i Danmark. Eftersom talarna av pararomani för det mesta inte har någon kunskap i romani rör det sig inte om kodväxling utöver ett mindre ordförråd. Pararomani kan snarare betraktas som ett register och har mer gemensamt med hemligspråk som månsing eller fransk argot. I detta fall har ett romskt ordförråd bevarats så att romerna trots sitt språkbyte till majoritetsspråket kunnat tala med varandra utan att utomstående förstår, men det romska ordförrådet blir också en markör för en separat etnisk identitet. Pararomanins status som internspråk eller hemligspråk gör den svårdokumenterad för forskare, och många talare är till och med ovilliga att dela med sig av språket eftersom det kan vara privat.
De äldsta beläggen för pararomani kommer från spansk caló från 1600-talet. Från angloromani finns autentiska exempel från 1800-talet och i boken The dialect of the English Gypsies från 1875 skiljer författarna Smart och Crofton på två typer av engelsk romani; dels vad som kallas en ”djup” konservativ varietet, det vill säga en vid den tiden ännu levande men utdöende romanidialekt i stil med sinte i Tyskland; dels en nyare uppblandad pararomsk varietet med engelsk grammatik, det vill säga mer eller mindre dagens angloromani. I samma källa ges en berättelse på både äldre brittisk romani (1a) och nyare angloromani (1b) för att illustrera skillnaden, men Smart och Crofton poängterar också att skillnaden mellan de båda är flytande.
| (1a) | Mandi                                                                            | pookerova | toot    | sar | Petalengro     | ghiás    | kater | mi  | Doovelesko    | keri |
|      | Jag                                                                              | säger.1sg | dig.obl | hur | Petalengro     | gick.3sg | till  | min | Gud.3sg.m.gen | hus  |
| (1b) | Mandi’ll                                                                         | poker     | tooti   | how | the Petalengro | jal’d    | adré  | mi  | Doovel’s      | kair |
|      | Jag ska berätta för dig hur det gick till när Petalengro kom hem till min Herre. |           |         |     |                |          |       |     |               |      |
På angloromani (1b) har den äldre romanins böjningsformer och vissa funktionsord har ersatts med former från engelska, vilka har kursiverats i exemplet ovan.

##### Svensk och norsk romani
Sedan 1500-talet talas av resande i Skandinavien en skandinavisk varietet av romani, i språkforskningen ibland benämnd med samlingsnamnet skandoromani. Tidiga fragmentariska belägg från 1700-talet visar att denna varietet tidigt blandats med svensk grammatik. I avhandlingen Dissertatio academica de cingaris från 1730 uppgav talaren Jacob Helsing former som cheron ’huvudet’ och manron ’brödet’ med den svenska ändelsen -n för bestämd form. Likt det angloromska exemplet ovan består svensk romani av ett romskt lexikon sammanflätat med svensk grammatik och till stor del fonologi.
| (2) | Penn-a                                | to   | dillo-n      | te  | lo  | av-ar  | andre |
|     | Säga-imp                              | till | stackare-def | att | han | gå-prs | in    |
|     | Säg till stackarn att han går in.[48] |      |              |     |     |        |       |
I exemplet ovan kommer alla ord från romani, men meningens struktur och alla grammatiska ändelser såsom -n i bestämd form eller -ar i presens kommer från svenska. Somliga forskare anser därför att svensk romani i grund och botten är en register av svenska men med romaniord, likt nyare angloromani och spansk caló. Enligt forskaren Gerd Carling är dock den svenska romanins blandgrammatik ett självständigt system, det vill säga inte ett register av svenska. Hon åberopar bland annat fall där svensk romani har bevarat äldre svenska former (såsom bestämd form femininum på -a som rakkli-a ’kvinna-n’) och där språket utvecklat drag som skiljer sig från svensk grammatik (såsom utelämnandet av kopula eller relativpronomen), vilket inte skulle vara fallet om svensk romani var ett register av svenska. Därför är svensk romani snarare ett blandspråk än ett register, menar Carling.
Motsvarigheten till angloromanin skulle snarare vara det som går under namnet rodi menar Carling, vilket är en slags samlingsterm för ”felaktig romani”, det vill säga är det ett namn på ord som förekommer i hemligspråk och uppenbart ad hoc-kamouflerade svenska ord som avtis ’av’, dels ett namn på svenska med innehållsord på romani men med svenska formord som i (3) nedan där de svenska orden markerats med kursiv stil.
| (3) | men misnos råmni kammar sjaffrat kutti lover, så vi pattjar att tjinna en vavro gräj |
|     | men min hustru har skaffat lite pengar, så vi tänker köpa en annan häst.[51]         |
Rodi som register ska då stå i kontrast till horta romani ’äkta romani’ som blandspråk, men distinktionen mellan de båda är flytande och vad som anses vara rodi skiljer sig mellan talare och dialekter.

## Fonologi

### Konsonanter
Fonologin i romani skiljer sig mellan dialekter. Romanin utmärker sig bland språk i Europa bland annat genom att ha tre olika typer av klusiler: tonande klusiler /b d ɡ/, tonlösa oaspirerade klusiler /p t k/ och tonlösa aspirerade klusiler /pʰ tʰ kʰ/. Tidig romani hade också utvecklat en distinktion aspirerad palatal affrikata /tʃʰ jämte de nedärvda ospirerade affrikatorna /tʃ dʒ/, men i vissa dialekter har den aspirerade affrikatan gått förlorad. Denna distinktion mellan tre typer av klusiler är typisk för språk i Indien och karakteriserar romanin som ett indoariskt språk. Vissa dialekter av romani har utvecklat palatala konsonanter, antingen genom interna ljudförändringar eller genom kontakt med andra språk.
Tidig romani hade två r-ljud, en alveolar tremulant /r/, och ett r-ljud som brukar transkriberas ř eller rr vars exakta realisering skiljer sig mellan dialekter. Detta ljud utvecklades från äldre retroflexa konsonanter såsom /ɖ/ i början av ord, /ʈʈ ɖɖʱ/ i mitten av ord, samt /ɳɖ/ i flera dialekter. Eftersom detta r-ljud stammar från retroflexa ljud kan det ha varit en retroflex approximant /ɻ/  i tidig romani. På dialekten rodopiromani som talas i Bulgarien används dessutom just detta ljud ännu. I andra dialekter realiseras ř antingen som en uvular frikativa /ʁ/ på till exempel kelderash, en geminerad (lång) tremulant /rː/ på till exempel gurbetdialekter och nordcentrala dialekter. I vissa balkanska dialekter realiseras ř som /l/. I många andra dialekter har ř sammanfallit med r.	I vissa dialekter såsom sinte uttalas båda r-ljuden som en uvular tremulant /ʁ/ på grund av språkkontakt med exempelvis tyska och franska.
Romanin utvecklade tidigt några frikativor som inte finns i indoariska språk i övrigt, till exempel /z/ genom tidig kontakt med iranska språk, /f/ genom tidig kontakt med grekiska och /x/ genom en intern utveckling från äldre /kʰ/. Nuvarande /kʰ/ är i sin tur en reflex av en indoarisk tonande aspirerad klusil /ɡʱ/. Därtill har affrikatan /ts/ tillkommit genom kontakt med grekiska. Vissa dialekter har också utvecklat en tonande motsvarighet /dz/. Frikativorna /h/ och /ʒ/ existerade i föreuropeisk romani, men var marginella fonem. I många dialekter sammanfaller /h/ och /x/ på grund av språkkontakt. Vissa dialekter har utvecklat de palatala frikativorna /ɕ ʑ/ från affrikatorna /tʃ dʒ/.

### Vokaler
Tidig romani hade ett femvokalssystem med /i e a o u/ likt många andra språk i världen. Genom språkkontakt har dock ytterligare vokaler tillkommit i vissa dialekter. Walesisk romani hade exempelvis ytterligare en bakre vokal som transkriberades å [ɔː]~[ɑː]. Vissa valakiska dialekter har utvecklat centrala vokaler /ə ɨ/ genom att centralisera /e i/ i vissa fonologiska sammanhang. I vissa andra dialekter är dessa centrala vokaler lånade från majoritetsspråk som bulgariska och ryska.
Vokallängd är inget kontrasterande drag på romani men har utvecklats i vissa dialekter, antingen genom påverkan från majoritetsspråk med en längddistinktion såsom ungerska eller finska. I vissa baltiska och centrala dialekter har fonematiskt långa vokaler utvecklats genom ersättningsförlängning, till exempel dēl ’gud’ (< devel), men del ’han ger’.

### Betoning
På tidig romani så betonades generellt sista stavelsen i ord såsom čhavó ’pojke’ eller sastó ’frisk, hälsosam’. Vissa grammatiska ändelser kunde dock inte bära betoning, bland annat vokativändelsen -a i till exempel dévla! ’Gud!’. I europeiska lånord från exempelvis grekiska behålls dock originalbetoningen i ord som fóros ’stad’. Om ordet får en romsk böjningsändelse ändras dock betoningen till romskt mönster foróske ’till staden’. Fonematisk betoning var ovanlig i tidig romani och förekom bara i enskilda fall. Genom kontakt med europeiska språk är det dock mycket vanligt att dialekter ändrat betoningsmönster till majoritetsspråket och har i stället till exempel betoning på första stavelsen (till exempel i finsk romani) eller på penultiman. Vissa dialekter behåller dock delvis ett konservativt romskt betoningsmönster före romska ändelser, till exempel sinte och östslovakisk romani.

## Skrift och litteratur
Romani har historiskt varit ett i första hand muntligt språk. Sedan början av 1900-talet har man dock utvecklat flera skriftformer, baserat på latinska eller kyrilliska alfabet. Därefter har det utvecklats en litteratur på romani i olika länder. Internationellt gjordes tidigare försök att etablera en gemensam standard för de olika romska skriftspråk, bland annat utifrån kelderash och arli. Numera har man generellt övergett den ambitionen, för att istället sträva mot lösningar som ger möjlighet till lokala skillnader inom de olika varieteterna/dialekterna.
På romani finns bland annat nedtecknat sagor och sånger, samt översättningar av delar av Bibeln och katekesen. Flera barnböcker finns översatta från svenska, bland annat böckerna om Katitzi skrivna av den svenska författarinnan Katarina Taikon som själv var rom, och i bland annat Sverige finns en relativt livaktig utgivning på romani. Den första viktigare författaren på romani var den i Sovjetunionen boende Alexander Germano (pseudonym för Aleksandr Vjatjeslavovitj Germano, 1893–1955). Andra viktiga namn som verkat på romani är Ali Krasnići (född 1952 i nuvarande Kosovo) och
Ett antal viktiga romska författare har främst varit verksamma på andra språk. Det gäller bland annat Matéo Maximoff (Frankrike, 1917–1999) och Menyhért Lakatos (1926–2007). En mer omfattande litteratur på romani skapades först runt 1980-talet.

## Romani i Sverige

### Första vandringen

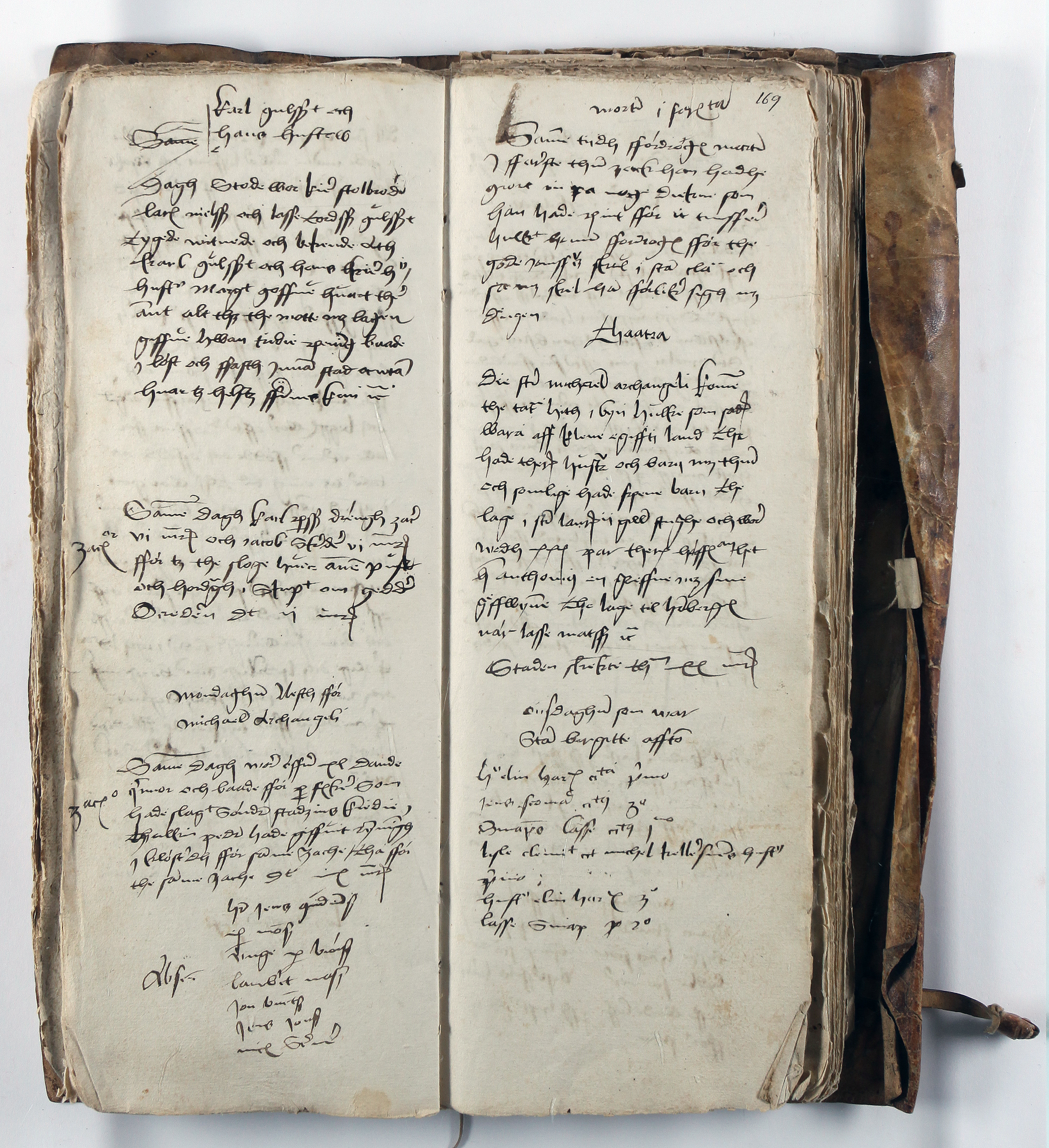
Första omnämnandet av romer i Sverige i Stockholms tänkebok 29 september 1512 (mittenstycket på andra sidan).

Romani har talats i Sverige med säkerhet sedan början av 1500-talet då romer först omnämns i svenska källor, vilket inte utesluter att det kan ha talats i Sverige tidigare än så. I en av Stockholms stads tänkeböcker från den 29 september 1512 står följande:
| ” | [29 sept.] Die Sancti Michaelis archangeli komme the tatra hith i byn, hulke som sades wara aff Klene Egifftj land. The hade theris hustrvr och barn met them, och somlige hade spene barn. The lage i Sancti Laurentij gille stughe och wore wedh xxx par. Theris hóffuitsman het her Anthonius, en greffue met sine greffwynne. The lage till herberges, nár Lasse Matsson etc. | „ |

Texten anger alltså att en grupp romer, ledda av en ”greve Antonius” anlänt till Stockholm och sades komma från ”Lilla Egypten”. Möjligen kan ”Lilla Egypten” syfta på Grekland i detta fall, men överlag var det en vanlig tanke i Egypten under senmedeltiden att romer kom från Egypten, därav det engelska ordet gypsy, franska gitan, spanska och italienska gitano som alla kommer av ord för ”egyptisk”. Vissa indicier tyder på att greve Antonius och hans följe kommit via Danmark och Skottland. En greve Anthonius omnämns ett brev från år 1505 från kung Jakob IV av Skottland där han ber kung Hans av Danmark ta emot en greve Antonius Gagino av lilla Egypten.
Under 1500-talet och 1600-talet invandrade fler mindre grupper av romer till Sverige som i tidiga källor benämns bland annat som zigeuner, zigener, thaatare och tattern och de blev föremål för mycket negativ uppmärksamhet, bland annat för påbud att utvisa eller utrota romerna. De tidigaste källorna ger inga exempel på dessa gruppers språk, men förmodligen var deras språk en föregångare till såväl dagens svenska/norska romani (”skandoromani”) och finsk romani (”kale”), men med tiden har skandoromani och finsk romani utvecklats till att bli mycket olika. Den finska romanin  har behållit den romska grammatiken, medan svensk och norska romanin tidigt blivit ett blandspråk med romskt ordförråd men svensk (respektive norsk) grammatik och fonologi, vilket kan skönjas redan i källor från 1700-talet. Den finska romanin innehåller dock en betydlig mängd svenska lånord, vilket visar att talarna av finsk romani kom till Finland via Sverige. Den svenska och norska romanin innehåller å andra sidan en stor mängd tyska lånord, vilket indikerar att de tidigaste romska grupperna i Norden kom via Tyskland. De nordliga dialekterna av romani brukar således anses således vara besläktade med bland annat tysk sinteromani.
Det är sannolikt att svensk romani, finsk romani och sinteromani var relativt lika när de förstnämnda först kom till Sverige; kanske var de alla tre samma dialekt. Intressant nog har den finska romanin få lånord från tyska jämfört med den svenska romanin. Det har därför föreslagits att finsk romani kom till Sverige innan svensk romani, och absorberade många svenska ord för nya företeelser, medan den svenska romanin absorberade motsvarande ord från tyska på tyskspråkigt område, varefter talarna av svensk romani kom till Sverige och försköt den finska romanin norrut.
Vid 1800-talets början talades således dels skandoromani i Sverige och Norge, och en skild finsk romani i Finland. Därtill fanns vid den här tiden även en dansk variant av skandoromani som i dag är utdöd.

### Andra vandringen
Under 1800-talet frigavs många romska grupper i furstendömena Valakiet och Moldova i nuvarande Rumänien, där romerna hade hållits som slavar sedan 1300-talet. I samband med detta kom dessa grupper att sprida sig över stora delar av världen. Till Sverige kom åtta romska släkter, omkring några hundra individer, mellan år 1860 då det gamla passtvånget upphävdes, och fram till första världskriget år 1914, då polisen gav befogenhet att deportera bland annat romer. Dessa talade dialekter av valakisk romani, främst kelderash och lovar, men även čurari.

### Tredje vandringen
Sedan andra världskriget har olika romska grupper anlänt till Sverige i grovt räknat tre perioder. 1954 avskaffades passtvånget mellan Sverige och Finland, vilket ledde till att talare av finsk romani bosatte sig i Sverige, främst längs Norrlandskusten och i Stockholm. Under 60- och 70-talet skedde organiserade flyktingöverföringar av romer via Italien. Dessa var främst kelderashromer från Frankrike, Spanien och Polen, samt lovariromer från Ryssland, Bulgarien och Jugoslavien. Under Balkankriget på 1990-talet kom flyktingströmmar från Balkan att bosätta sig i Sverige, i synnerhet från Jugoslavien. Dessa talade flera olika dialekter av romani, främst arli, men även kelderash, lovari, bugurdži, čurari, gurbet och romungro. Sedan Schengenavtalet trädde i kraft har detta skapat möjligheter för andra romska grupper bosatta inom Europeiska unionen att migrera till bland annat Sverige.

### Romani i Sverige i dag

#### Status
Romani är med anledning av sin långa historia i Sverige ett officiellt minoritetsspråk sedan år 2000. Det är likt jiddisch ett så kallat icke-territoriellt minoritetsspråk eftersom det inte kan knytas till ett visst område i Sverige, till skillnad från till exempel meänkieli i Tornedalen. Romanins status som minoritetsspråk omfattar samtliga romanidialekter, precis som att samiskans status omfattar flera olika samiska språk.
I Sverige talas i dag många olika varieteter eller dialekter av romani. De dialekter som räknas som de största är svensk romani, finsk romani (”kale”), lovari, kelderash samt arli. Detta yttrar sig i bland annat att officiell information från myndigheter översätts till dessa dialekter.

#### Media
I Sverige finns sedan år 2000 radiosändningar på romani kallad ”Radio Romano”. Ursprungligen sände Radio Romano en halvtimme i veckan, men utökade till 2,5 timme i veckan till år 2007. Radio Romano hade då 2,75 heltidstjänster. Utbildningsradion (UR) har också flera olika program på flera romska dialekter, främst barnprogram.
Ett antal tidskrifter ges ut eller har getts ut för romer, delvis på romani. Tidigare fanns È Romani Glinda som grundades av Fred Taikon 1998 som lade ner år 2019. Tidningen tog upp frågor och aktuella händelser som rörde romer i Sverige och i andra delar av världen. Ursprungligen hade tidningen flera texter på kelderash, men övergick mer och mer till svenska för att nå en större romsk publik.
Le Romané Nevimata är en romsk ungdomstidning, grundad 2007 av Kati Dmiter-Taikon som innehåller bland annat nyheter och reportage om mode, musik och romska evenemang. Texterna i tidningen är på både svenska och kelderash, men publicerar även insändare på alla romska dialekter i Sverige. Ett uttalet mål med tidningen är att öka ungdomars kunskap i romani, i synnerhet i skriven romani.
2014 grundades gatutidningen Dik Manusch (”Se människan”) i Skellefteå för att stödja tiggande EU-migranter. Tidningen lades ner år 2017 men uppstod igen år 2018 i form av en nättidning DIKKO. Tidningen vill ”förmedla ett resande/romskt perspektiv i nyhetsvärlden och sprida kunskap om minoriteten romer.”
Frantzwagner Sällskapet i Helsingborg ger sedan december 2016 ut nättidningen Drabbrikan (”Tidningen”) med fokus på frågor som rör romer och i synnerhet resanderomer. Tidningen togs upp som ett arv från föreningen Resandefolkets medlemstidning som utkom i ett nummer år 1990. Tidningen är skriven på svenska, men innehåller återkommande en spalt om svensk romani.

#### Läromedel och litteratur
Sedan 1970-talet har Skolöverstyrelsen och senare Skolverket arbetat med att ta fram läromedel på romani. År 1977 inleddes en diskussion om romsk ortografi, och år 1979 utkom den första läseboken på romani i Sverige, Amari śib. År 2007 hade dessa myndigheter, eller förlag med stöd från myndigheter, gett ut omkring 20 publikationer med avsikt att användas i undervisningen. De flesta av dessa skrevs på kelderash, och ett fåtal på lovari och arli.
Vid Språkrådets språkvårdsseminarium i romska år 2010 beslöt sig seminariets deltagare bestående av modersmålslärare och andra språkarbetare att upprätta en ortografisk standard för romani i Sverige, som Institutet för språk och folkminnen använder i sina publikationer.
Skolverket har gett läromedel på fem romanidialekter för årskurs 4–6 för elever med romani som andraspråk, och med stöd från Institutet för språk och folkminnen har Malmö Romska Idécenter gett ut läromedel för årskurs 4–6 på lovari och polsk romani.

#### Ordböcker och grammatikor
En ordbok över svensk romani med titeln Svensk rommani av Roger Johansson utkom 1977. År 2008 kom en större ordbok av Lenny Lindell, Kenth Thorbjörnsson-Djerf och Gerd Carling vid namn Ordbok över svensk romani. 2014 kom även en beskrivning över svensk romani: Scandoromani – remnants of a mixed language av Carling, Lindell och Ambrazaitis.
För finsk romani såsom det talas i Sverige i dag finns inga ordlistor eller grammatiska beskrivningar, däremot finns det för varieteten som talas i Finland två ordböcker mellan romani och finska/engelska samt utförliga grammatiska beskrivningar.
Institutet för språk och folkminnen har gett ut ett antal ordlistor med bland annat medicinska ord och skolord mellan svenska och romani för arli, kelderash, kale och lovari. I Lexinserien har även en ordbok getts ut mellan svenska och arli.